# Tarrerias Bonjean
TB Groupe (Tarrerias Bonjean) est une entreprise française spécialisée dans la coutellerie. Fondée en 1648 et basée à Thiers, dans le Puy-de-Dôme, elle conçoit, fabrique et commercialise divers types de couteaux de table et de cuisine, ainsi que des accessoires de coutellerie.

## Historique
L'entreprise trouve ses origines en 1648 dans la région de Thiers, un centre historique de la coutellerie en France. Elle est dirigée par la famille Tarrerias depuis plusieurs générations. Au fil des siècles, TB Groupe a combiné savoir-faire traditionnel et innovations technologiques pour développer ses produits.
Dans les années 1990, l’entreprise a introduit de nouveaux matériaux et procédés, qui vise à améliorer la durabilité des lames.

## Appartenance aux Les Hénokiens
TB Groupe (Tarrerias Bonjean) est membre de l’association internationale des Hénokiens, qui regroupe des entreprises familiales ayant plus de 200 ans d’existence ininterrompue.

## Marques et gammes
TB Groupe commercialise ses produits sous plusieurs marques, dont :
- TB : couteaux de cuisine et de table.
- TB Outdoor : Une gamme de produits destinés aux activités de plein air, fabriqués en France. Depuis les années 1990, TB Groupe fournit les armées[2] françaises[3], notamment avec le couteau Bivouac, remplacé en 2018 par le couteau C.A.C.[4]
- TB est le fournisseur officiel[5] des couteaux de l'émission Top Chef depuis 2020

## Engagements et distinctions
L’entreprise valorise une production majoritairement française. Sa filiale, GDD, a obtenu le label "Entreprise du Patrimoine Vivant" (EPV), reconnaissant son savoir-faire artisanal et industriel d’excellence.

## Présence internationale
TB Groupe exporte une partie de sa production vers plus de 50 pays, notamment en Europe, en Amérique du Nord et en Asie.